# Пашкин, Юрий Александрович
Юрий Александрович Пашкин (Yuri A. Pashkin) — российский физик, профессор Ланкастерского университета, старший научный сотрудник Физического института им. Лебедева.
Родился в 1960 г.
Окончил МГУ, затем — аспирантуру ФИАН, и с тех пор работает там же. В настоящее время — старший научный сотрудник Центра высокотемпературной сверхпроводимости и квантовых материалов им. В. Л. Гинзбурга.
В 1997—2012 гг. научный сотрудник NEC Research Laboratory, Цукуба, Япония.
В 2005 году группой Пашкина (в то время — старший научный сотрудник лаборатории сверхпроводимости ФИАН) при помощи японских специалистов был построен двухкубитный квантовый процессор на сверхпроводящих элементах.
С 2011 г. профессор Ланкастерского университета.
Диссертации:
- Одноэлектронные эффекты в сверхмалых туннельных переходах с высоким импедансом внешней цепи : автореферат дис. … кандидата физико-математических наук : 01.04.07 / Рос. академия наук. Физический ин-т. — Москва, 1995. — 16 с.
- Коррелированный транспорт в металлических наноструктурах с кулоновской блокадой : диссертация … доктора физико-математических наук : 01.04.07 / Пашкин Юрий Александрович; [Место защиты: Физ. ин-т РАН]. — Москва, 2011. — 232 с. : ил.

Индекс Хирша — 34 (2020). Списки публикаций см. ссылки.
Сочинения:
- Я.С. Гринберг, Ю.А. Пашкин, Е.В. Ильичёв «Наномеханические резонаторы». УФН 182 407–436 (2012)
- Ю. А. Пашкин, О. Т. Астафьев, Т. Ямамато, Й. Накамура, Ж. С. Цай, “Джозефсоновские твердотельные кубиты”, УФН, 174:9 (2004),  1011–1012